# Formuladeildin 2006
La stagione 2006 della Formuladeildin, che si è disputata dal 2 aprile al 21 ottobre, è stata organizzata con la formula del girone all'italiana in cui ciascuna squadra ha incontrato per tre volte tutte le altre. Ha vinto l'HB Tórshavn.
Capocannoniere del torneo è stato Christian Høgni Jacobsen (NSÍ), con 18 reti.

## Formuladeildin 2006

### Squadre partecipanti
- B36 Tórshavn (Campione 2005)
- B68 Toftir (Promosso dalla 2. deild)
- EB/Streymur
- GÍ Gøta
- HB Tórshavn
- ÍF Fuglafjørður
- KÍ Klaksvík
- NSÍ Runavík
- Skála ÍF
- VB Vágur

### Classifica finale
|    | Classifica      | G  | V  | N  | P  | GF | GS | Dif | Pt |
| -- | --------------- | -- | -- | -- | -- | -- | -- | --- | -- |
| 1  | HB Tórshavn     | 27 | 16 | 7  | 4  | 61 | 36 | 25  | 55 |
| 2  | EB/Streymur     | 27 | 16 | 6  | 5  | 63 | 30 | 33  | 54 |
| 3  | B36 Tórshavn    | 27 | 13 | 8  | 6  | 45 | 32 | 13  | 47 |
| 4  | KÍ Klaksvík     | 27 | 12 | 9  | 6  | 54 | 39 | 15  | 45 |
| 5  | NSÍ Runavík     | 27 | 12 | 6  | 9  | 50 | 39 | 11  | 42 |
| 6  | GÍ Gøta         | 27 | 10 | 11 | 6  | 39 | 34 | 5   | 41 |
| 7  | Skála ÍF        | 27 | 7  | 10 | 10 | 33 | 29 | 4   | 31 |
| 8  | VB Vágur        | 27 | 5  | 5  | 17 | 24 | 73 | -49 | 20 |
| 9  | B68 Toftir      | 27 | 4  | 6  | 17 | 34 | 58 | -24 | 18 |
| 10 | ÍF Fuglafjørður | 27 | 4  | 4  | 19 | 29 | 62 | -33 | 16 |

### Verdetti
- HB Tórshavn Campione delle Isole Fær Øer 2006; Qualificata per il primo turno di qualificazione di UEFA Champions League 2007/2008.
- EB/Streymur Qualificata per il primo turno di qualificazione di Coppa UEFA 2007/2008.
- KÍ Klaksvik Qualificata per il primo turno di Coppa Intertoto 2007.
- B68 Toftir e ÍF Fuglafjørður retrocesse in 1. deild.
- B36 Tórshavn Qualificata per il primo turno di qualificazione di Coppa UEFA 2007/2008 (vincitrice della Coppa nazionale).

## 1. deild
Al termine del torneo di seconda divisione, risultano promosse in Formuladeildin il B71 Sandur (49 punti) e l'AB Argir (47 punti).